# 黃碧瑤
黃碧瑤（英語：Bao Guio Wong Bik Yiu），香港女子乒乓球運動員。

## 生涯
黃碧瑤和傅其芳、薛緒初為1950年代香港乒壇領軍人物。她的打法為橫版削球打法，職業生涯曾參加兩屆世乒賽，三屆亞運和四屆亞乒賽，共奪得兩面亞運會銀牌，五面亞乒賽金牌和三面銀牌。